# Sulzspitze
Sulzspitze är ett berg i Österrike.   Det ligger i distriktet Reutte och förbundslandet Tyrolen, i den västra delen av landet, 400 km väster om huvudstaden Wien. Toppen på Sulzspitze är 2 083 meter över havet.
Terrängen runt Sulzspitze är bergig åt sydväst, men åt nordost är den kuperad. Runt Sulzspitze är det ganska glesbefolkat, med 26 invånare per kvadratkilometer.. Närmaste större samhälle är Reutte, 14,3 km öster om Sulzspitze. 
I omgivningarna runt Sulzspitze växer i huvudsak blandskog.